# Seleção papal antes de 1059

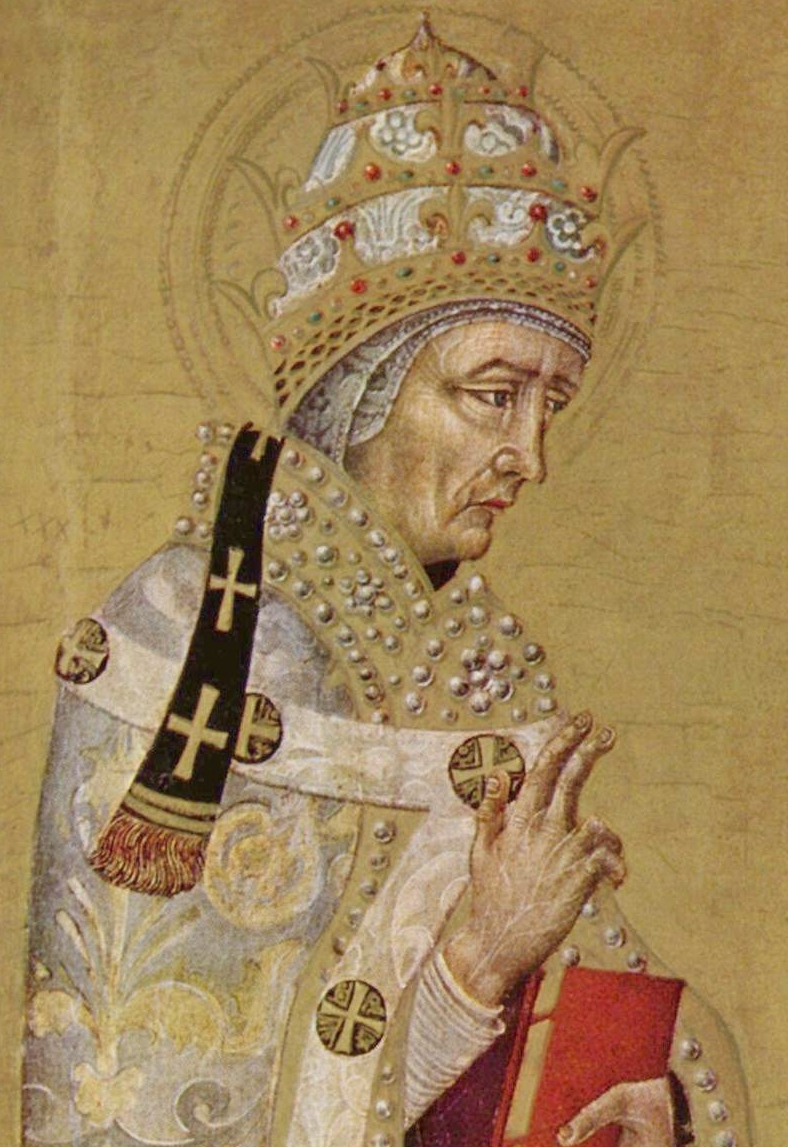
Fabiano teria sido escolhido como bispo porque uma pomba pousou sobre ele, a primeira referência histórica a um método de sucessão papal.

A seleção do Papa, o Bispo de Roma e Sumo Pontífice da Igreja Católica Romana, antes da promulgação do In Nomine Domini em 1059 d.C. variou ao longo da história. Os papas eram frequentemente nomeados por seus predecessores ou por governantes políticos. Embora algum tipo de eleição frequentemente caracterizasse o procedimento, uma eleição que incluísse a participação significativa dos leigos era rara, especialmente porque as reivindicações dos papas ao poder temporal se solidificaram nos Estados Papais. A prática da nomeação papal durante este período resultaria mais tarde no suposto jus exclusivae, ou seja, o direito reivindicado, mas inválido, de vetar a seleção que os monarcas católicos exerceram até o século XX.
A ausência de um procedimento institucionalizado de sucessão papal facilitou o cisma religioso, e a Igreja Católica Romana atualmente considera vários pretendentes papais antes de 1059 como antipapas. Além disso, a frequente exigência de fato de aprovação política de papas eleitos prolongou significativamente os períodos de sede vacante, ou seja, vacância transitória do papado, e o enfraqueceu. Em 1059, o Papa Nicolau II conseguiu limitar os futuros eleitores papais ao Colégio dos Cardeais em In Nomine Domini, instituindo eleições papais padronizadas que eventualmente se desenvolveram no procedimento do conclave papal.

## Durante o Império Romano

### De Pedro a Fabiano (64/67–236)
Não há consenso acadêmico sobre quando e em que termos São Pedro, o Apóstolo, chegou a Roma, mas a maioria concorda que ele morreu lá em 64 ou 67 d.C. Além disso, Pedro nunca foi contemporaneamente intitulado "papa" ou mesmo "bispo" (ἐπίσκοπος, episkopos, "supervisor"). Ao contrário do procedimento de seleção para um diácono, que é descrito em Atos 6:1–6, não há método bíblico para a seleção de um bispo além da simples nomeação apostólica, exceto o processo de seleção para aqueles que ocupam o mesmo cargo de liderança que os apóstolos relatados como sugerido pelo próprio Pedro (Atos 1:20-26);  o texto mais antigo que descreve a eleição de um bispo é o Ensinamento dos Doze Apóstolos de cerca de 100 d.C. 
De acordo com o historiador Frederic J. Baumgartner, pelo menos em parte, embora a eleição de bispos em outras comunidades cristãs primitivas seja frequentemente descrita em fontes contemporâneas, as primeiras fontes romanas datam de 400 d.C. e Irineu de Lyon (data de 180 d.C.), alegando que o próprio São Pedro Apóstolo nomeou os Papas Lino, Cleto/Anacleto e Clemente, nessa ordem, como seus sucessores. Os estudiosos consideram as primeiras enumerações oficiais de bispos de Roma problemáticas por causa de sua alegada parcialidade em relação ao aumento da autoridade papal e à imposição anacrônica de continuidade; por exemplo, o mais antigo, o Liber Pontificalis, provavelmente datado de 354 d.C., é considerado não confiável para os primeiros dois séculos d.C.

### Eleições públicas registradas (236–492)

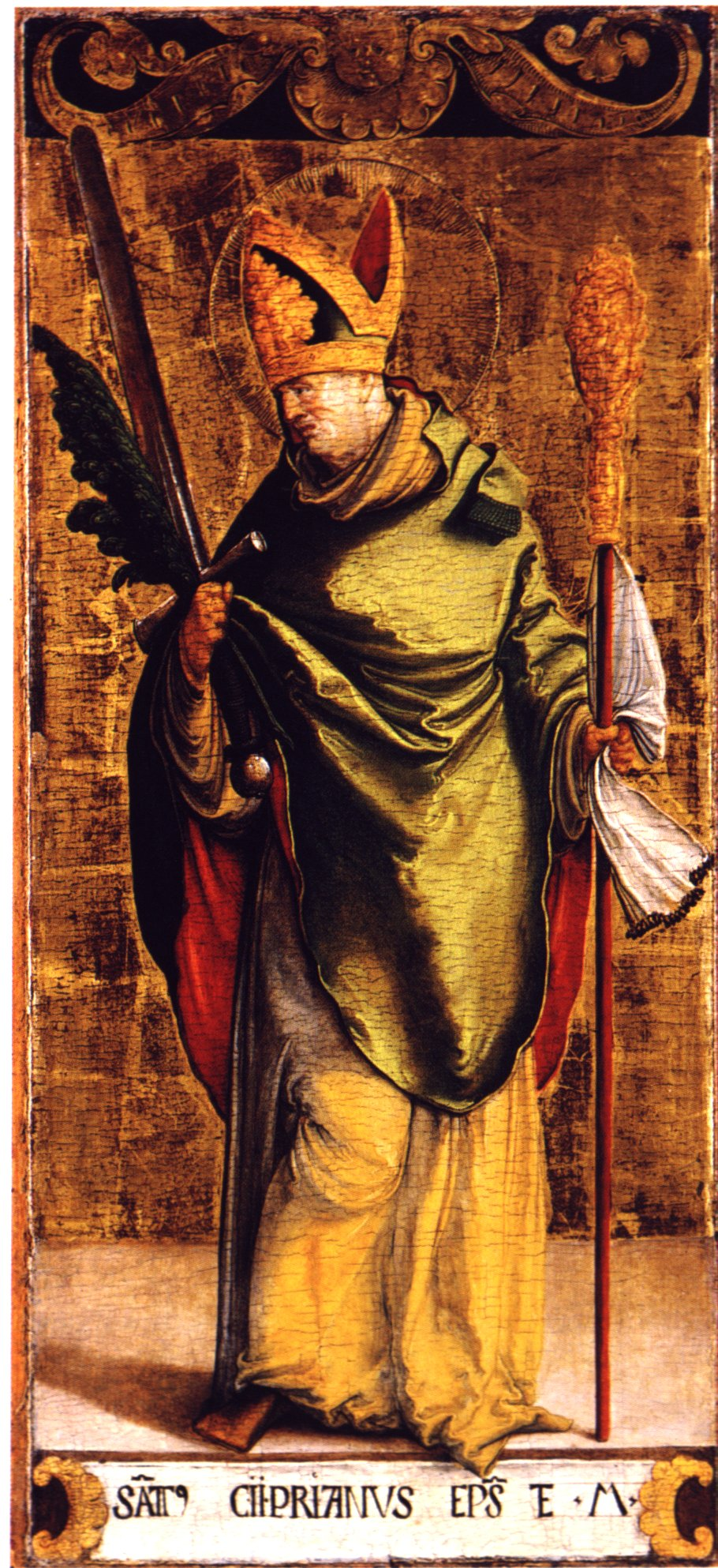
Cipriano de Cartago fornece a primeira evidência escrita da eleição papal.

Eusébio relata uma lenda da eleição de Fabiano em 236: uma pomba pousou na cabeça de Fabiano e "então o povo, todos como que impelidos por um espírito divino, com uma voz unida e ansiosa clamou que ele era digno, e imediatamente o colocaram no assento episcopal". Esta anedota deixa claro que "a escolha do bispo era uma preocupação pública para toda a comunidade cristã de Roma". Fabiano pode ser considerado uma vítima da perseguição do imperador Décio, após a qual não houve eleição por quatorze meses.

A próxima evidência disponível vem do cisma entre Novaciano e Cornélio, ambos eleitos bispos por suas próprias facções, e ambos escrevendo a Cipriano, bispo de Cartago, pedindo apoio. Cipriano ficou do lado de Cornélio, escrevendo que:
Além disso, Cornélio foi feito bispo pela escolha de Deus e de Seu Cristo, pelo testemunho favorável de quase todo o clero, pelos votos dos leigos então presentes e pela assembleia de bispos. 
Cipriano também observa que Cornélio foi ordenado por dezesseis bispos da região vizinha, enquanto Novaciano foi ordenado por apenas três, a primeira evidência definitiva de um verdadeiro cisma na Igreja romana.
O Papa Marcos foi o primeiro a designar o Bispo de Óstia como o primeiro entre os consagradores do novo bispo de Roma (o Bispo de Óstia é atualmente o Decano do Colégio dos Cardeais). No entanto, a influência do Imperador Constantino I, um contemporâneo de Silvestre I e Marcos, ajudaria a solidificar um papel forte para o imperador romano no processo de seleção: Constantino escolheu Júlio I para todos os efeitos, e seu filho Constâncio II exilou Libério e instalou Félix II (um ariano) como seu sucessor. Félix e Libério foram sucedidos no cisma por Ursino e Dâmaso, respectivamente, o último dos quais conseguiu prevalecer por puro derramamento de sangue, e ele é o primeiro bispo de Roma que pode ser referido de forma não anacronística como um "papa" (παππάς, ou pappas). Dâmaso persuadiu o Imperador a decretá-lo "bispo dos bispos", uma reivindicação que antagonizou severamente os bispos orientais, levando ao Primeiro Concílio de Constantinopla em 381, que tratou em parte da questão da supremacia.
Mesmo com este novo título, no entanto, o método de seleção do bispo de Roma permaneceu praticamente o mesmo. Tanto o clero quanto os leigos continuaram a participar da seleção, junto com a política local e imperial. Outras tendências podem ser observadas também, como a sucessão de pai para filho entre o Papa Anastácio I e o Papa Inocêncio I. Imperador Honório interveio para resolver o cisma entre Eulálio e o Papa Bonifácio I (ambos eleitos), ficando do lado de Eulálio primeiro e depois de Bonifácio I.  Honório decretou que quaisquer cismas futuros deveriam ser decididos por seleção unânime; embora este decreto nunca tenha sido empregado na resolução de uma eleição papal disputada, ele indica o crescente grau de interesse imperial na questão da sucessão papal.

### Odoacro
Eleições do mesmo tipo continuaram em grande parte indiscutíveis até o Papa Simplício, que estava terminalmente doente durante parte suficiente do seu pontificado para dedicar tempo a questões de sucessão, que decretou que o ministro do general germânico Odoacro, um nobre romano, teria o poder de aprovação sobre o seu sucessor (já não havia um imperador romano ocidental, tendo Romulo Augusto sido deposto em 476): o resultado foi o Papa Félix III, o primeiro papa patrício.

## Domínio ostrogótico (493–537)

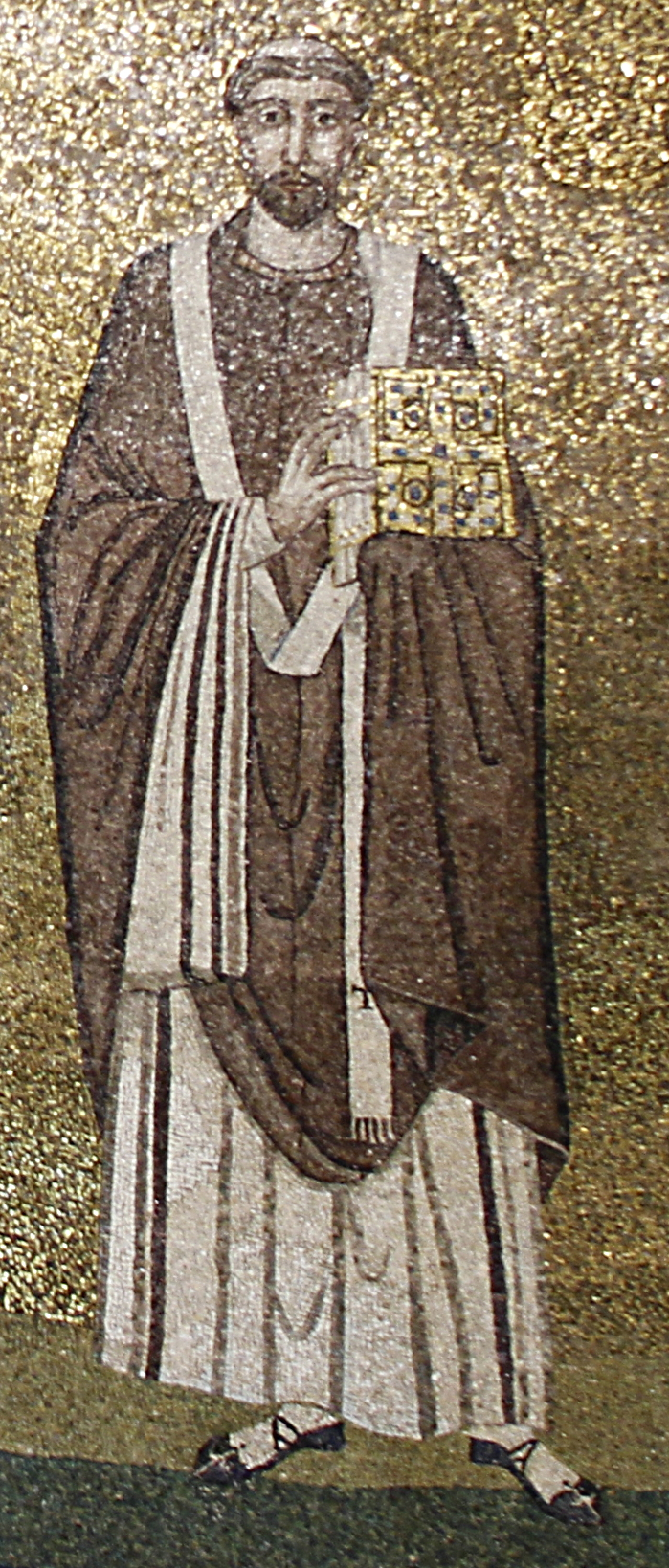
O triunfo do Papa Símaco sobre Lourenço é o primeiro caso registrado de simonia papal.

O próximo cisma eleitoral notável desenvolveu-se entre Símaco e Lourenço, que apelaram a Teodorico, o Grande, o rei ostrogodo da Itália (e um ariano); o resultado é o primeiro caso documentado de simonia papal, em que ambos os candidatos tentaram subornar os conselheiros reais, se não o próprio Teodorico, para influenciar sua escolha; Teodorico ficou do lado de Símaco, que decretou que os bispos reinantes seriam capazes de designar seus próprios sucessores, encerrando a participação dos leigos por pelo menos meio século.
Este processo foi usado sem problemas sérios até a morte do Papa Félix IV, que deu seu pálio ao Papa Bonifácio II em seu leito de morte em 530 e decretou a excomunhão de qualquer um que se recusasse a aceitar a sucessão. O Senado Romano não gostou da ausência de eleição e denunciou Félix, afirmando um decreto do Papa Anastácio II, que proibia a prática de um papa designar um sucessor.  Bonifácio II foi apoiado apenas por uma minoria do clero, com a maior parte apoiando o Antipapa Dióscoro, com apenas a morte de Dióscoro interrompendo o cisma.
Bonifácio II tentou reestabelecer a prática de nomear seu sucessor, mas a resistência pública foi muito grande, resultando em uma eleição muito disputada em 532, caracterizada por relatos generalizados de suborno e coerção, que resultou no Papa João II (o primeiro a adotar um nome papal). Atalárico, o rei ostrogodo, forçou João II a aprovar decretos que proibiam quaisquer acordos privados para eleger um papa e promulgavam limites sobre a quantidade de dinheiro que poderia ser gasta durante uma eleição papal (um exemplo inicial de reforma do financiamento de campanha). Na verdade, o próprio Atalárico foi capaz de arquitetar a eleição do Papa Silvério, filho do Papa Hormisdas, após a morte de João II.